# Алексей Стратигопул
Алексе́й Стратиго́пул (или Алексей Мелиссин; греч. Ἀλέξιος Στρατηγόπουλος; ум. 1271/1275) — византийский военачальник времён правления императоров Иоанна III Дуки Ватаца, Феодора II Ласкариса и Михаила VIII Палеолога. В 1258—1259 годах занимал должность великого доместика, а в 1259 году получил титул цезаря.
Один из участников битвы при Пелагонии. Благодаря удачному стечению обстоятельств, в 1261 году отвоевал у крестоносцев Константинополь, имея в распоряжении всего лишь 800 человек.

## Биография

### Ранние годы

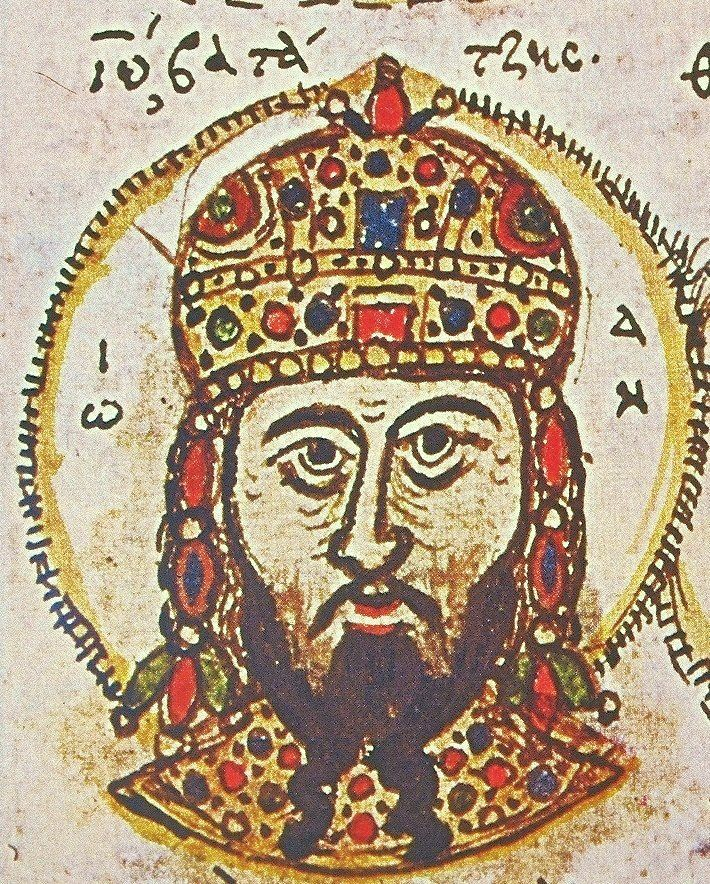
Иоанн III Дука Ватац

Нет никаких сведений о рождении и первых годах Алексея. Известно лишь, что он происходил из знатного никейского рода Стратигопулов. Существует печать, датируемая примерно 1255 годом, с надписью «Алексей Стратигопул из рода Комнинов». Однако степень родства Алексея с династией Комнинов не выяснена.
Стратигопулу удалось дослужиться до звания военного дукса (лат. dux militum). Также Алексей вошёл в состав никейской аристократии, возглавлявшейся будущим императором Михаилом Палеологом.

### Первая эпирская кампания
В летописи Георгия Акрополита упоминается, что в 1250 году никейский император Иоанн III Дука Ватац отправил Алексея в качестве посла, вместе с Михаилом Палеологом, Иоанном Макренумом и Гуделусом Тиранским, для проведения переговоров с эпирским царём Михаилом II.
В 1252—1253 годах Стратигопул возглавлял никейский отряд, разграбивший земли Эпира в районе озера Вегоритис. Вскоре Алексей совместно с Михаилом Торником предпринял поход на крепость Цепина, в западной части Родопских гор. Однако полководцы так и не смогли её взять.

### Война с болгарами
В 1254 году скончался император Иоанн III, и ему наследовал его сын Феодор II Ласкарис. Вскоре после коронации новый император выступил в поход против болгарского царя Михаила, захватившего Северную Македонию и Западную Фракию. Никейцы атаковали болгар и смогли нанести им тяжёлое поражение под Адрианополем, попутно захватив Охрид, Родопы и Старую Загору (Веррию). Несмотря на успехи никейской армии, некоторые военачальники, в том числе Алексей Стратигопул и Михаил Торник, были недовольны жёсткой дисциплиной, установленной императором, а потому увели войска и отказались выполнять царские указания. Узнав об этом, император в гневе потребовал от них вернуться туда, откуда пришли, и продолжать войну.

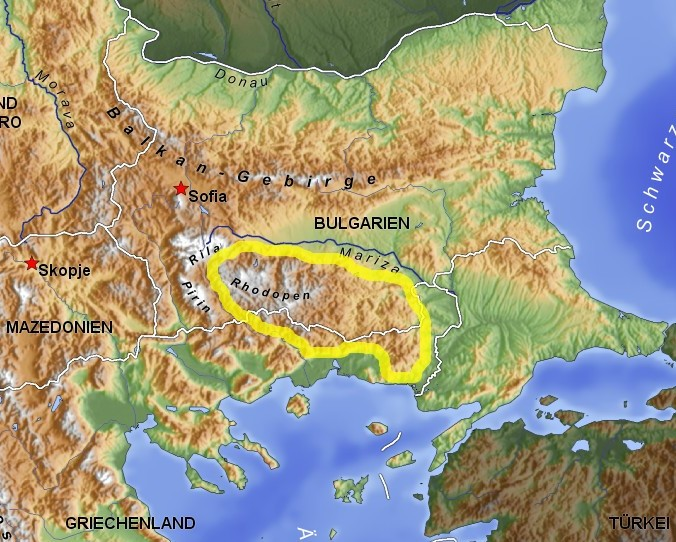
Родопские горы

### Государственный переворот
В 1258 году, из-за своей тесной связи с никейской аристократической оппозицией, Алексей был отстранён от должности императором Феодором II, а его близкий друг, глава этой оппозиции, Михаил Палеолог был заключён в тюрьму. Вскоре Алексей также был брошен в тюрьму и, вероятно, оказался в одной камере с Палеологом. Сын Алексея же, Константин Стратигопул, был обвинён в непочтенном отношении к императору и ослеплён вместе с другими аристократами — Феодором Филесом и некоторыми другими вельможами.
Но 18 августа 1258 года Феодор II неожиданно скончался, назначив наследником своего сына — малолетнего Иоанна IV Ласкариса. Михаила Палеолога, пользовавшегося огромным авторитетом в Никее, сразу же выпустили, а вместе с ним и его друга Алексея Стратигопула. Регентом при Иоанне IV стал Георгий Музалон. Но через несколько дней он был убит в церкви неизвестными солдатами, ворвавшимися прямо во время богослужения. Возможно, этими солдатами были наёмники-латиняне. После этого аристократия стала выбирать нового регента, и Стратигопул поддержал Михаила. В результате Палеолог был назначен регентом, а позже и соимператором при Иоанне IV. Новый правитель стал окружать себя людьми, которым мог доверять, и Алексей Стратигопул был назначен великим доместиком.

### Битва при Пелагонии

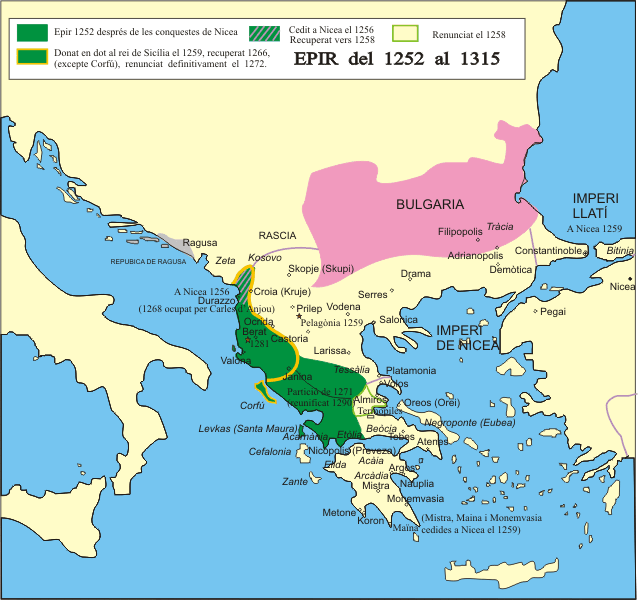
Карта Эпирского царства в 1252—1315 годах

Узнав о смерти Феодора II, царь Эпира Михаил II Комнин Дука, чей сын Никифор был женат на дочери покойного императора, Марии, решил заявить собственные права на Никею. Вскоре к нему подоспели союзники: король Сицилии Манфред и герцог Ахайи Гильом II де Виллардуэн. Сообща они собрали громадное войско и летом 1259 года двинулись в поход.
Получив сообщения о продвижении латинян и эпирцев, Михаил Палеолог немедленно направил навстречу врагам своих братьев — севастократора Иоанна и цезаря Константина вместе с Алексеем Стратигопулом и великим примикием Константином Торником, дав им большое войско. Полководцы переправились через Дарданеллы, присоединяя к себе по дороге все никейские гарнизоны и отряды. Наконец, противники встретились на равнине Авлона, в Македонии. Соотношение сил было явно не в пользу никейцев, а потому они пошли на хитрость. Ночью перед битвой какой-то человек из никейского лагеря пробрался к правителю Эпира Михаилу и поведал тому, что якобы герцог Ахайи и сицилийский король тайно направили своих послов к никейцам для переговоров. Поэтому, пока условия соглашения с ними до конца не определены, следует поспешить и спасаться бегством. Царь поверил этому сообщению и бежал, увлекая за собой всё своё войско. Проснувшиеся сицилийцы и латиняне не могли ничего понять, поутру обнаружив отсутствие союзника. И в это время началась атака никейской армии, закончившаяся полным разгромом противника; сам Гильом II попал в плен к грекам.

### Вторая эпирская кампания
После этой важной победы византийская армия была разделена на две части: Иоанн Палеолог отправился в Фессалию, а Алексей Стратинопул в Эпир, для штурма его столицы, Арты. Алексей взял город, вынудив Михаила II бежать на Кефалонию. За захват Арты Михаил VIII наградил Алексея титулом цезаря.
После этого Стратигопулу было поручено защищать завоёванные территории. Но в 1260 году сын эпирского царя, Никифор I Комнин Дука, высадился с армией итальянских наёмников и благодаря восставшим против Никеи эпирцам вернул большую часть утраченных владений, в том числе и Арту. Армия Эпира столкнулась с никейскими войсками во главе с Алексеем вблизи Навпакта. Никейцы были разбиты, а Алексей захвачен в плен и заключён в тюрьму. Он был освобождён вместе с другими пленниками через несколько месяцев, после мирного договора между Эпирским царством и Никейской империей.

### Возвращение Константинополя

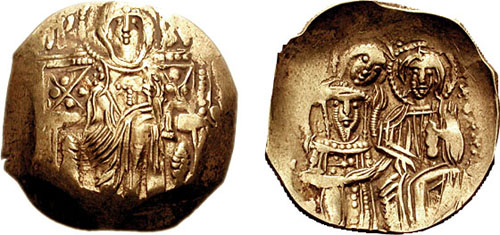
Монета, выпущенная в честь освобождения Константинополя от крестоносцев

Несмотря на эту неудачу, император не был намерен отказываться от экспансии на Балканах. Его главной целью был возврат Константинополя, захваченного крестоносцами в 1204 году. Он заключил союз с Генуэзской республикой, а в июле 1261 года послал Алексея с небольшим отрядом из 800 человек, состоявшим в основном из половцев, во Фракию для демонстрации военной силы латинянам. Переправившись через Мраморное море, Алексей стал лагерем у Регия, где встретился с греками, рассказавшими ему, что основная армия латинян и венецианский флот отправились в военную экспедицию на никейский остров Дафнусий, расположенный в Чёрном море, а в самом городе остался лишь небольшой гарнизонный отряд. Также они сказали Стратигопулу, что знают тайный проход в стенах города.
Это было совершенной неожиданностью, но полководцу некогда было направлять вестовых в Никею, чтобы получать инструкции. В ночь на 25 июля 1261 года несколько воинов проникли в город через тайный ход и отворили Силиврийские ворота (греч. Πηγής) для остального войска. Никейцы ворвались в город и атаковали сонных латинян. Чтобы посеять панику среди врагов, они пустили огонь по крышам ночного Константинополя, предав пожару венецианские кварталы. Радостные греки вышли на улицы с криками «Да здравствует император Михаил», «Да здравствуют ромеи». Когда латинский император Балдуин II проснулся и понял, что на город произошло нападение, он тщетно пытался собрать разбросанных по ночлегам и сонных французов. Никто не знал, какими силами и откуда в Константинополь проникли никейцы, а потому император решил, что греки привели в город огромное войско. Бросив императорские регалии, Балдуин бежал вместе с остальными латинянами.

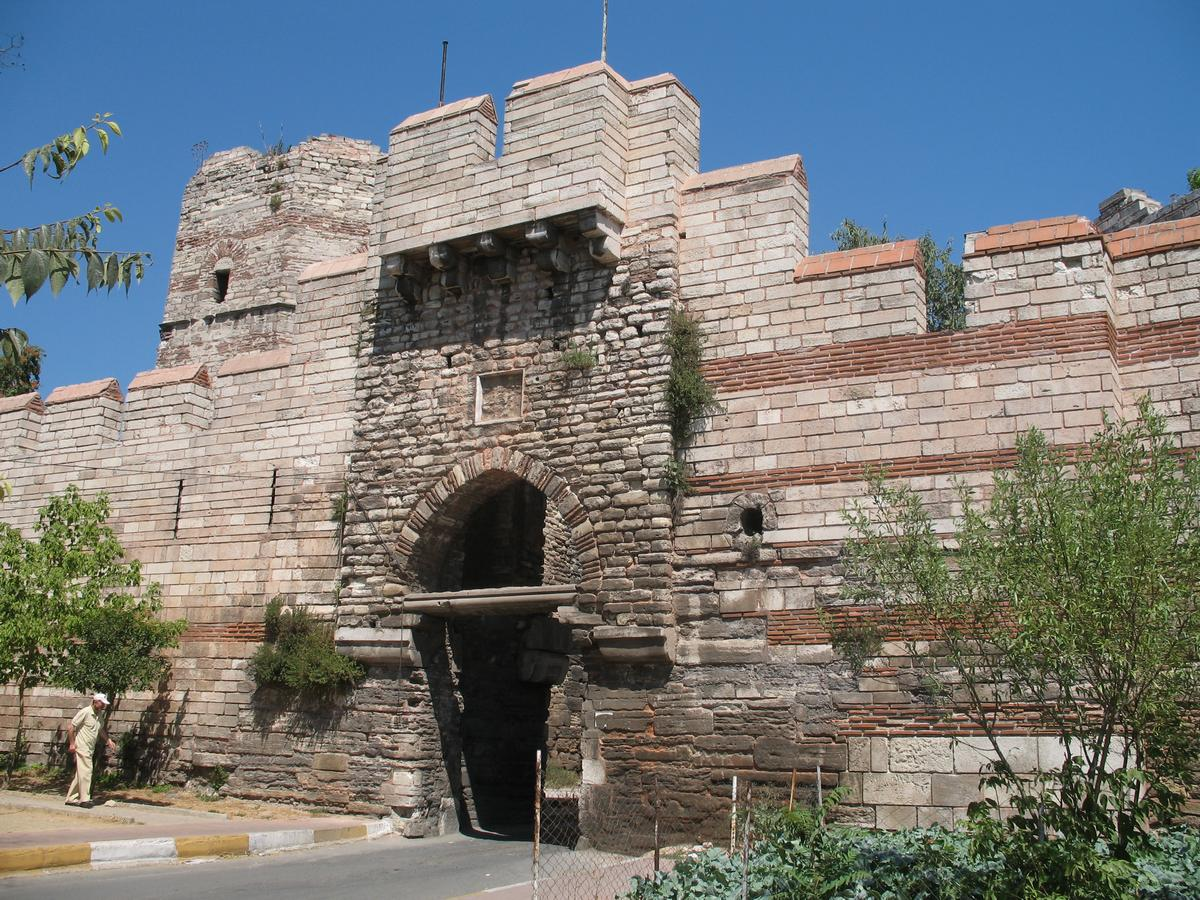
(Пигис), через которые отряд Алексея Стратигопула ворвался в Константинополь и захватил город

В тот же день остатки разгромленных и деморализованных французов достигли острова Эвбея. Латиняне не стали терять времени и, срочно погрузившись на корабли, отплыли к городу, надеясь штурмом вернуть его обратно. Однако никто не знал, какими силами византийцы захватили его, и хитрый Алексей Стратигопул постарался создать видимость многочисленного войска. Он привлёк местных жителей, восторженно приветствовавших свержение латинян, переодев их в воинов и вооружив. И когда латиняне подплыли к стенам, они увидели множество воинов. В конце концов, боясь потерпеть сокрушительное поражение, последние остатки французской армии отплыли в Италию, чтобы сообщить страшную для Запада весть о падении Латинской империи.
После этого Алексей послал к Михаилу Палеологу гонца с вестью о возвращении Константинополя. 15 августа 1261 года, в праздник Успения Пресвятой Богородицы, император с триумфом вошёл в Константинополь через Золотые ворота. Затем Палеолог отправился в Студийский монастырь, из него — в храм Святой Софии, где его ожидали Алексей Стратигопул и патриарх Арсений. Алексею даровали триумф в Константинополе, а также украсили голову венцом, похожим на царскую диадему, и повелели поминать его имя на ектениях вместе с царями в течение целого года.

### Третья эпирская кампания, тюремное заключение и последние годы
После взятия Константинополя Стратигопул стал известен по всей империи. Он стал одним из самых доверенных военачальников Михаила VIII, который в 1262 году послал его на войну с Эпирским царством. Но Алексей попал в плен и был брошен в тюрьму царём Никифором Дукой. Эпир в те годы был союзником сицилийского короля Манфреда, который являлся заклятым врагом Византийской империи. И поэтому Никифор послал пленённого полководца в качестве подарка Манфреду. В 1263 году Манфред предложил Палеологу вернуть Стратигопула в обмен на освобождение Анны Гогенштауфен, вдовы Иоанна III и сестры сицилийского короля. Император принял предложение, и в 1265 году Алексей наконец вернулся в Византию. Он продолжил службу полководцем и умер между 1271 и 1275 годами глубоко уважаемым человеком.

## Семья
Имя жены Алексея Стратигопула неизвестно. От этого брака у него родился один сын:
- Константин Стратигопул — севастократор.